# The Get Down
The Get Down – serial wyprodukowany przez firmę Netflix, stworzony przez Baza Luhrmanna i Stephena Adly Guirgisa oraz wyprodukowany przez Sony Pictures Television. Jego premiera zaplanowana była na 12 sierpnia 2016 roku.
25 maja 2017 roku, platforma ogłosiła anulowanie serialu.

## Fabuła
Lata siedemdziesiąte. Serial skupia się na losach grupy nastolatków zamieszkujących Bronx. Ich chaotyczne życia ukazane zostają na tle rozwijającej się branży muzyki disco oraz hip-hop.

## Obsada

### Główna
- Justice Smith jako Ezekiel „Zeke” „Books” Figuero
- Shameik Moore jako Curtis „Shaolin Fantastic"
- Herizen F. Guardiola jako Mylene Cruz[2]
- Skylan Brooks jako Ronald „Raa-Raa” Kipling
- Tremaine Brown Jr. jako Miles „Boo-Boo” Kipling
- Yahya Abdul-Mateen II jako Clarence „Cadillac” Caldwell[3]
- Jimmy Smits jako Francisco „Papa Fuerte” Cruz[4]

### Drugoplanowe
- Jaden Smith jako Marcus „Dizzee” Kipling[5]
- Daveed Diggs jako Ezekiel „Mr. Books” Figuero
- Giancarlo Esposito jako pastor Ramon Cruz[6]
- Stefanée Martin jako Yolanda Kipling
- Shyrley Rodriguez jako Regina
- Mamoudou Athie jako Grandmaster Flash
- Karen Aldridge jako Adele Kipling
- Kevin Corrigan jako Jackie Moreno
- Brandon J. Dirden jako Leon
- Michel Gill jako Herbert Gunns
- Zabryna Guevara jako Lydia Cruz[7]
- Ron Cephas Jones jako Winston Kipling
- Judy Marte jako Wanda
- Evan Parke
- Sal Rendino jako Stanley Kelly
- Yolonda Ross jako pani Green[8]
- Tory Devon Smith jako Little Wolf
- Lillias White jako Fat Annie
- Frank Wood jako Ed Koch
- Lee Tergesen jako inspektor Moach
- Eric Bogosian jako Roy Asheton
- Eric D. Hill Jr. jako DJ Kool Herc
- Noah Le Gros jako Thor
- Qaasim Middleton jako DJ Big Planet
- RayJonaldy Rodriguez jako Silent Carlito
- Khalil Middleton jako MC Luke Skywalker Cage
- Julia Garner jako Claudia Gunns
- Barrington Walters Jr. jako Doo-Wop
- Jeremie Harris jako Shane Vincent
- Okieriete Onaodowan jako Afrika Bambaataa
- Jamie Jackson jako Robert Stigwood

### Gościnne występy
- Billy Porter jako DJ Malibu
- Annika Boras
- Alexis Krause jako Leslie Lesgold
- Renée Elise Goldsberry jako Misty Holloway
- Bryce Pinkham jako Julien
- Imani Lewis jako Tanya

## Ścieżka dźwiękowa
Na ścieżce dźwiękowej do serialu, oficjalnie wydanej 12 sierpnia 2016 roku, pojawiły się między innymi utwory „Telepathy” w wykonaniu Christiny Aguilery i Nile'a Rodgersa, „Ball of Confusion” Leona Bridgesa, „Hum Along and Dance (Gotta Get Down)” Janelle Monáe oraz „You Can't Hide/You Can't Hide from Yourself” Zayna, Teddy'ego Pendergrassa i Grandmastera Flasha.

## Odcinki
| Sezon | Sezon | Odcinki | Oryginalna emisja Netflix | Oryginalna emisja Netflix |
| Sezon | Sezon | Odcinki | Premiera sezonu           | Finał sezonu              |
| ----- | ----- | ------- | ------------------------- | ------------------------- |
|       | 1     | 11      | 12 sierpnia 2016          | 7 kwietnia 2017           |

### Sezon 1 (2016-2017)
| #  | Tytuł                                             | Reżyseria         | Scenariusz                                             | Premiera Netflix | Premiera     |
| -- | ------------------------------------------------- | ----------------- | ------------------------------------------------------ | ---------------- | ------------ |
| 1  | Where There Is Ruin, There Is Hope for a Treasure | Baz Luhrmann      | Baz Luhrmann, Stephen Adly Guirgis, Seth Zvi Rosenfeld | 12 sierpnia 2016 | nieemitowany |
| 2  | Seek Those Who Fan Your Flames                    | Ed Bianchi        | Sam Bromell, Sinead Daly, Jacqui Rivera                | 12 sierpnia 2016 | nieemitowany |
| 3  | Darkness Is Your Candle                           | Andrew Bernstein  | T Cooper, Allison Glock-Cooper, Stephen Adly Guirgis   | 12 sierpnia 2016 | nieemitowany |
| 4  | Forget Safety, Be Notorious                       | Ed Bianchi        | Aaron Rahsaan Thomas                                   | 12 sierpnia 2016 | nieemitowany |
| 5  | You Have Wings, Learn to Fly                      | Michael Dinner    | Seth Zvi Rosenfeld                                     | 12 sierpnia 2016 | nieemitowany |
| 6  | Raise Your Words, Not Your Voice                  | Ed Bianchi        | Seth Zvi Rosenfeld, Sam Bromell                        | 12 sierpnia 2016 | nieemitowany |
| 7  | Unfold Your Own Myth                              | Lawrence Trilling | Stephen Adly Guirgis                                   | 7 kwietnia 2017  | nieemitowany |
| 8  | The Beat Says, This Is the Way                    | Ed Bianchi        | Aaron Rahsaan Thomas                                   | 7 kwietnia 2017  | nieemitowany |
| 9  | One by One, Into the Dark                         | Clark Johnson     | Nelson George                                          | 7 kwietnia 2017  | nieemitowany |
| 10 | Gamble Everything                                 | Ed Bianchi        | Seth Zvi Rosenfeld                                     | 7 kwietnia 2017  | nieemitowany |
| 11 | Only from Exile Can We Come Home                  | Ed Bianchi        | Sam Bromell, Jacqui Rivera                             | 7 kwietnia 2017  | nieemitowany |

## Nagrody

### Złote Szpule
2017
- Złota Szpula - Najlepszy montaż dźwięku w odcinku serialu muzycznego  - za odcinek "Raise Your Words, Not Your Voice"[20]